# UnEarthEd
UnEarthEd je první album Lenky Dusilové, které vyšlo na americkém trhu.

## Seznam skladeb
1. Noni Jam (M.Zelený, L.Dusilová / L.Dusilová)
2. The Last One Standing (L.Dusilová / L.Dusilová, R.Kostovski, F.Horáček)
3. Spanish (L.Dusilová / L.Dusilová, R.Kostovski)
4. Vánice (L.Dusilová / L.Dusilová)
5. So in Love (L.Dusilová, Š.Smetáček / M.Kyselka)
6. Alusia (L.Dusilová / J.König)
7. Rimbaud {Zlo} (L.Dusilová & Secretion / A.Rimbaud)
8. Fráze (L.Dusilová & Secretion / J.König)
9. Blízko (Š.Smetáček / L.Dusilová, Š.Smetáček)
10. Tělo (P.Dobrík / P.Dobrík)
11. Spatřit Světlo Světa (L.Dusilová / L.Dusilová)